# Zmięk galicyjski
Zmięk galicyjski (Rhagonycha gallica) – gatunek chrząszcza z rodziny omomiłkowatych i podrodziny Cantharinae.

## Taksonomia
Gatunek ten opisany został po raz pierwszy w 1923 roku przez Maurice’a Pica.

## Morfologia
Chrząszcz o wydłużonym ciele długości od 4,7 do 7,5 mm. Głowę ma całą czarną lub czarniawobrązową, pozbawioną guzka między nasadami czułków. Również czarne do czarniawobrązowego przedplecze ma zaokrągloną krawędź przednią, niezaostrzone kąty tylne i niewklęsłą krawędź tylną. Pokrywy są jednobarwnie czarne lub czarniawobrązowe, rzadko żółtawobrązowe. Odnóża są ciemne z żółtymi: wierzchołkami ud, goleniami i stopami; mają rozdwojone wierzchołki wszystkich pazurków. Genitalia samca mają edeagus zaopatrzony w ciemnobrązową tarczkę grzbietową o słabiej zakrzywionych bokach i znacznie płytszym wycięciu krawędzi wierzchołkowej niż w przypadku R. nigripes. Paramery są spłaszczone, smuklejsze niż u R. interposita i R. improvisa. Woreczek prepucjalny (endofallus) ma sześć oszczecinionych poduszeczek, z których dwie pokryte są guzkami.

## Ekologia i występowanie
Owad rozmieszczony od nizin po góry, osiągający rzędne około 2500 m n.p.m. Zasiedla lasy liściaste i mieszane, skraje lasów i polany, regiel, śródpolne zagajniki i ziołorośla. Preferuje stanowiska wilgotne. Osobniki dorosłe obserwuje się od kwietnia do lipca ze szczytem pojawu w czerwcu. Siadają na drzewach i krzewach liściastych oraz roślinach zielnych, rzadko na roślinach iglastych. Zjadają pyłek i o owady o miękkim ciele. Larwy tego zmięka rozwijają się w glebie, gdzie polują na larwy owadów, pierścienice i ślimaki.
Gatunek palearktyczny, znany z Francji, Belgii, Luksemburga, Holandii, Niemiec, Austrii, Polski, Czech, Słowacji, Węgier, zachodniej Ukrainy, Rumunii, Serbii, Czarnogóry i azjatyckiej części Turcji.